# Calvanico

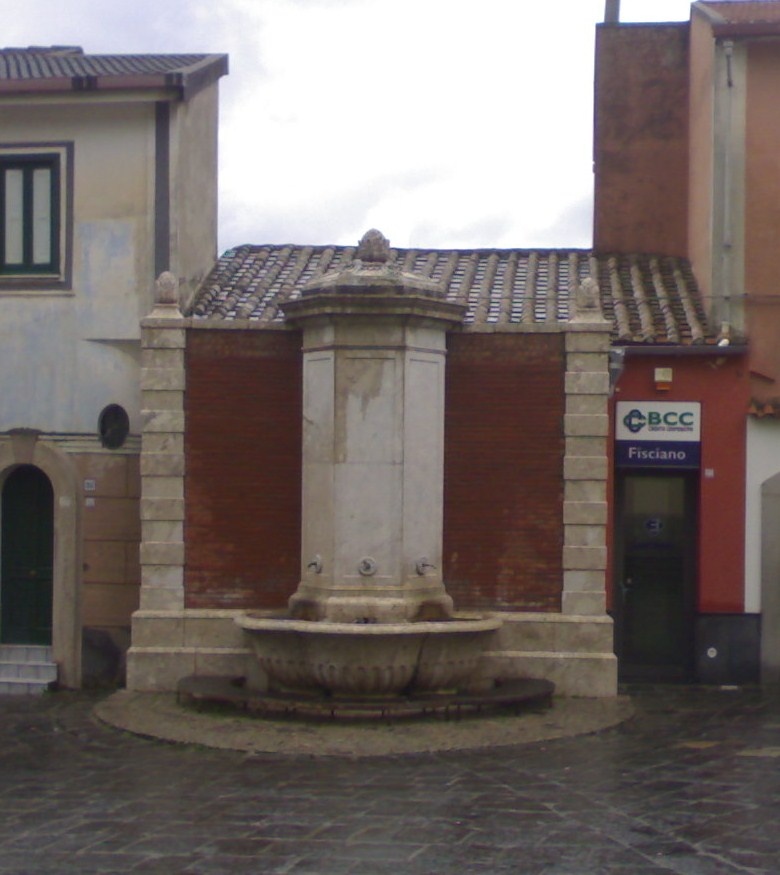
Brunnen von Calvanico

Calvanico ist eine italienische Gemeinde mit 1395 Einwohnern (Stand 31. Dezember 2023) in der Provinz Salerno in der Region Kampanien. Sie ist Teil der Bergkommune Comunità Montana Irno – Solofrana.

## Geografie
Die Nachbargemeinden sind Fisciano, Giffoni Sei Casali, Giffoni Valle Piana, Montoro (AV), Serino (AV), und Solofra (AV).

## Gemeindepartnerschaften
- Gresse-en-Vercors – Frankreich seit 2003